# Speakeasy Club
Pour les articles homonymes, voir Speakeasy (homonymie).
Le Speakeasy Club était un petit club de Londres situé au 48 Margaret Street, près d'Oxford Circus. Il était dirigé par Laurie O’Leary et Roy Flynn, premier manager de Yes.
Parmi les artistes et groupes qui fréquentaient la salle, on peut citer Jimi Hendrix (1966), The Crazy World of Arthur Brown, Pink Floyd (qui y joua pour la première fois le 19 septembre 1967), Mothers Of Invention (octobre 1967), Yes, Deep Purple (qui y apparut pour la première fois le 20 mars 1969), King Crimson (le 9 avril 1969) et Bob Marley (mai 1973).
Les Who y firent référence dans leur chanson Speakeasy, de l'album The Who Sell Out (1967).